# English Chamber Orchestra
Het English Chamber Orchestra is een kamerorkest dat is gevestigd in Londen.
De oorsprong van het orkest ligt in het Goldsbrough Orchestra, dat werd opgericht in 1948 door Lawrence Leonard en Arnold Goldsbrough. Het orkest kreeg zijn huidige naam in 1960, toen het zijn repertoire uitbreidde, en niet langer alleen barokmuziek ging spelen. Het repertoire wordt uiteraard nog steeds beperkt door de omvang van het ensemble, die redelijk consistent blijft en die ongeveer gelijk is aan een orkest uit de tijd van Mozart.
Kort na de naamswijziging kreeg het een sterke band met het Aldeburgh Festival, en speelde premières van  de opera’s A Midsummer Night's Dream, Owen Wingrave en Curlew River van Benjamin Britten. Britten heeft het orkest diverse malen gedirigeerd, en maakte er een aantal opnames mee. Murray Perahia nam met het ensemble alle pianoconcerten van Mozart op.
In 1985 was Jeffrey Tate de eerste hoofddirigent van het orkest; in het jaar 2000 nam Ralf Gothóni zijn plaats over.
Op dit moment heeft het orkest geen vaste dirigent, maar werkt het met een vaste groep gastdirigenten, waaronder Raymond Leppard, Colin Davis en Daniel Barenboim. 

## Trivia
- Het orkest werkte samen met de Zuid-Afrikaanse zanggroep Ladysmith Black Mambazo op diens album No Boundaries uit januari 2005.
- Benjamin Britten dirigeerde het orkest voor de uitvoering van de Johannespassie met Peter Pears als tenor.